# Sân bay Atatürk Istanbul
Sân bay Atatürk Istanbul (IATA: ISL, ICAO: LTBA) (mã IATA cũ: IST) (tiếng Thổ Nhĩ Kỳ: İstanbul Atatürk Havalimanı) là một sân bay chuyên dụng tại Istanbul. Kể từ ngày 6 tháng 4 năm 2019, tất cả các chuyến bay thương mại tại sân bay này được chuyển sang khai thác tại sân bay Istanbul.
Từ ngày 6 tháng 4 năm 2019, sân bay chỉ phục vụ các chuyến bay hàng hóa, các chuyến bay chuyên dụng và chuyên cơ, các chuyến bay ngoại giao và công tác bảo dưỡng máy bay. Tất cả các chuyến bay khai thác thương mại đều được phục vụ bởi sân bay Istanbul mới hoàn thành vào năm 2018.

## Hãng hàng không và điểm đến

### Hành khách
Từ tháng 4 năm 2019, sân bay không còn phục vụ các chuyến bay chở khác nhưng vẫn tiếp nhận các chuyến bay hàng hóa.

### Hàng hóa
Các hãng hàng không sau đây khai thác thường lệ các chuyến bay đi và đến sân bay này.
| Hãng hàng không          | Các điểm đến |
| ------------------------ | --- |
| Air Algérie Cargo        | Algiers |
| Air France Cargo         | Paris–Charles de Gaulle |
| ASL Airlines Belgium     | Liège |
| DHL Aviation             | Leipzig/Halle |
| EgyptAir Cargo           | Cairo |
| Ethiopian Airlines Cargo | Addis Ababa, Tel Aviv–Ben Gurion |
| FedEx Express            | Paris-Charles de Gaulle |
| Hong Kong Airlines Cargo | Almaty, Hong Kong, New Delhi |
| Iran Air Cargo           | Tehran–Imam Khomeini |
| Lufthansa Cargo          | Frankfurt, Moskva-Domodedovo |
| MNG Airlines             | Almaty, Cologne/Bonn, Hahn, London-Luton, Munich, Paris–Charles de Gaulle, Tehran–Imam Khomeini, Tel Aviv–Ben Gurion, Tripoli–Mitiga |
| MyCargo Airlines         | Bahrain, Hong Kong, Lahore, New York–JFK, Singapore, Tallinn |
| Royal Jordanian Cargo    | Amman |
| Qatar Airways Cargo      | Doha |
| Silk Way Airlines        | Baku |
| Turkish Airlines Cargo   | Accra, Aguadilla, Algiers, Almaty, Amman, Amsterdam, Ashgabat, Atlanta, Baghdad, Baku, Bangkok–Suvarnabhumi, Beirut, Belgrade, Bishkek, Bogotá, Budapest, Cairo, Casablanca, Chennai, Chicago–O'Hare, Colombo–Bandaranaike, Dakar–Senghor, Delhi, Dhaka, Doha, Dubai–Al Maktoum, Entebbe, Erbil, Frankfurt, Quảng Châu, Hà Nội, Hồ Chí Minh, Helsinki, Hong Kong, Houston–Intercontinental, Hyderabad, Islamabad, Kano, Karachi, Khartoum, Kiev, Kinshasa, Lagos, London–Stansted, Maastricht/Aachen, Madrid, Thành phố México, Milan–Malpensa, Moscow-Sheremetyevo, Miami, Minsk, Mumbai, Nairobi, Niš, New York–JFK, São Paulo–Guarulhos, Nur-Sultan, Sarajevo, Seoul–Incheon, Thượng Hải–Phố Đông, Shannon, Stockholm-Arlanda, Đài Bắc–Đào Viên, Tashkent, Tbilisi, Tehran–Imam Khomeini, Tel Aviv-Ben Gurion, Toronto–Pearson, Tunis, Tuzla, Viên, Vilnius, Zürich |
| ULS Airlines Cargo       | Barcelona, Bắc Kinh–Thủ Đô, Hong Kong, Kiev–Boryspil, Manila, Manston, Thượng Hải–Phố Đông |
| UPS Airlines             | Algiers, Cologne/Bonn, Newark, Thâm Quyến |
| Uzbekistan Airways       | Tashkent |